# Чемпионат мира по бегу по шоссе среди женщин 1987
Чемпионат мира по бегу по шоссе среди женщин 1987 года прошёл 21 ноября в Монте-Карло (княжество Монако). На старт вышли около 120 спортсменок из 33 стран мира. Были разыграны два комплекта медалей — на дистанции 15 км в личном и командном зачёте.

## Итоги соревнований
Основные события чемпионата разворачивались на 5-километровом круге, проложенном на набережной Средиземного моря. Соревнования прошли в прохладную погоду при поддержке многочисленных зрителей, среди которых был князь Монако Альбер II.
С самого старта забег в одиночку возглавила Ингрид Кристиансен. Никто из соперниц не смог поддержать темп рекордсменки мира из Норвегии (на 5000, 10 000 метров и в марафоне). По дистанции Кристиансен только увеличила своё преимущество и в итоге добавила в свой послужной список ещё один титул и высшее мировое достижение — 47.17. Предыдущий рекорд (47.53) принадлежал другой бегунье из Норвегии Грете Вайтц и был установлен в 1984 году.
К концу первого круга на отметке 5 км определились претенденты на серебряную медаль: Нэнси Тинари из Канады и Мария Куратоло из Италии. После 12-го километра Куратоло стала отставать, позволив сопернице спокойно финишировать на втором месте. Сама итальянка довольствовалась бронзовой медалью. Действующая трёхкратная чемпионка мира Аурора Кунья в этот раз закончила дистанцию только 12-й с результатом 50.04.
Каждая страна могла выставить до четырёх спортсменок. Сильнейшие сборные в командном первенстве определялись по сумме мест трёх лучших участниц. Команды СССР и Португалии набрали одинаковое количество очков (по 32), поэтому победитель определился по дополнительному показателю — месту, занятому третьей зачётной бегуньей. Альбертина Диаш (14-е место) опередила Марину Родченкову (16-е место), поэтому золотые медали достались португальским спортсменкам.

## Призёры
Курсивом выделены участницы, чей результат не пошёл в зачёт команды
| Дисциплина      | Золото                                                                               | Золото  | Серебро                                                                            | Серебро | Бронза                                                                | Бронза   |
| --------------- | ------------------------------------------------------------------------------------ | ------- | ---------------------------------------------------------------------------------- | ------- | --------------------------------------------------------------------- | -------- |
| 15 км           | Ингрид Кристиансен Норвегия                                                          | 47.17   | Нэнси Тинари Канада                                                                | 48.53   | Мария Куратоло Италия                                                 | 49.15    |
| 15 км (команды) | Португалия · Альбертина Машаду · Аурора Кунья · Альбертина Диаш · Консейсан Феррейра | 32 очка | СССР · Екатерина Храменкова · Людмила Матвеева · Марина Родченкова · Елена Жупиёва | 32 очка | Великобритания · Пола Фудж · Марина Сэми · Салли Эллис · Сьюзан Креан | 46 очков |